# Dufferin-Peel Catholic District School Board
Junta de Escuelas Católicas de Dufferin-Peel (em inglês: Dufferin-Peel Catholic District School Board, "Distrito Público Escolar Católico de Dufferin-Peel") é um dos maiores distritos escolares de Ontário, no Canadá. O distrito gerencia 148 instalações escolares (122 escolas primárias, 26 secundárias e 2 escolas de educação continuada de adultos ou centros de aprendizagem) em toda Municipalidade Regional de Peel (Mississauga, Brampton, Caledon) e Condado de Dufferin (incluindo Orangeville). Emprega cerca de 5.000 professores, sendo 3.000 do ensino fundamental, e 2.000 professores do ensino médio e contínua, para cerca de 88.000 alunos. Sua sede fica em Mississauga. O seu orçamento anual é de 660 milhões de dólares.